# Acordos MEC-USAID
Os Acordos MEC-USAID foram implementados no Brasil com a lei 5.540/68. Foram negociados secretamente e só se tornaram públicos em Novembro de 1966 após intensa pressão política e popular. Foram estabelecidos entre o Ministério da Educação (MEC) do Brasil e a Agência dos Estados Unidos para o Desenvolvimento Internacional (USAID, na sigla em inglês) para reformar o ensino brasileiro de acordo com padrões impostos pelos EUA. Apesar da ampla discussão anterior sobre a educação, iniciada ainda em 1961, essas reformas foram implantadas pelos militares que tomaram o poder após o Golpe Militar de 1964.
A reforma mais visível ocorreu na renomeação dos cursos. Os antigos cursos primário (5 anos) e ginasial (4 anos) foram fundidos e renomeados como primeiro grau, com oito anos de duração. Já o antigo curso científico foi fundido com o clássico e passou a ser denominado segundo grau, com três anos de duração. O curso universitário passou a ser denominado terceiro grau. Essa reforma eliminou um ano de estudos, fazendo com que o Brasil tivesse apenas 11 níveis até chegar ao fim do segundo grau enquanto países europeus e o Canadá possuem um mínimo de 12 níveis.

## Implantação
Para a implantação do programa o acordo impunha ao Brasil a contratação de assessoramento norte-americano e a obrigatoriedade do ensino da língua inglesa desde a primeira série do primeiro grau. Os técnicos oriundos dos Estados Unidos criaram a reforma da educação pública que atingiu todos os níveis de ensino.
Segundo Márcio Moreira Alves, crítico severo do acordo, O MEC-USAID, na verdade tinha como proposta inicial privatizar as escolas públicas. Matérias como História tiveram sua carga horária reduzida para que estudantes da época não tivessem seus olhos abertos em relação à ditadura.

## Consequências dos acordos
A implantação deste regime de ensino também retirou matérias consideradas obsoletas do currículo, tais como: Filosofia, Latim, Educação Política, cortou-se a carga horária de várias matérias e inseriu outras como Educação Moral e Cívica.

## Os líderes estudantis
Os líderes estudantis brasileiros discordavam da ingerência de um país estrangeiro nos assuntos educacionais de nosso país. Isto originou diversos movimentos reivindicatórios que foram reprimidos pela máquina ditatorial brasileira. Em função do movimento crescente, aliado a outras reivindicações, as organizações estudantis foram postas na clandestinidade.

## A repressão e a opinião pública mundial
A repressão então gerou assim uma violenta oposição liderada por diversos setores contra os acordos MEC-USAID, o que chamou a atenção da opinião pública mundial. Pressionado, o governo militar acabou criando em 1968 um grupo de estudos encarregado de trabalhar na reforma com uma proposta abrasileirada.[carece de fontes?]